# Close-To-The-Edge Park
Close-To-The-Edge Park är en park i Kanada.   Den ligger i provinsen British Columbia, i den centrala delen av landet, 3 300 km väster om huvudstaden Ottawa. Close-To-The-Edge Park ligger 1 481 meter över havet.
Terrängen runt Close-To-The-Edge Park är bergig västerut, men österut är den kuperad. Trakten runt Close-To-The-Edge Park är nära nog obefolkad, med mindre än två invånare per kvadratkilometer.. Det finns inga samhällen i närheten.
I omgivningarna runt Close-To-The-Edge Park växer i huvudsak barrskog.